# Сірґу
Сі́рґу (ест. Sirgu küla) — село в Естонії, у волості Луунья повіту Тартумаа.

## Населення
Чисельність населення на 31 грудня 2011 року становила 105 осіб.

## Географія
Через населений пункт проходить автошлях 22250 (Луунья — Кавасту — Кооза).
Територією села тече річка Емайиґі.

## Інше
У селі розташовано штаб 2-ї піхотної бригади ЗС Естонії.